# 恩斯特·布施 (演员)
恩斯特·布施（德語：Ernst Busch，1900年1月22日—1980年6月8日），德国演员与歌手，共产主义者。出身工人阶级家庭，青年时代开始从事社会主义文艺活动 ，希特勒上台后流亡荷兰与苏联。1937年，恩斯特·布施加入国际纵队支援西班牙共和政府，西班牙内战结束后先后被关入法国与纳粹德国的集中营。二战后被推选为东德艺术科学院主席团成员，后因与官方政见不合一度遭限制演出。曾出演布莱希特《伽利略传》等戏剧作品，演唱《沼泽士兵》《秘密集结》《统一战线之歌》等歌曲，并创造了非连音唱法。曾获得列宁和平奖。